# Samuel Dumoulin
Samuel Dumoulin (* 20. August 1980 in Vénissieux) ist ein ehemaliger französischer Radrennfahrer.

## Karriere
Dumoulin wurde 2002 Profi bei Jean Delatour. Er erzielte in diesem Jahr mit einem Etappensieg bei der Tour de l’Avenir seinen ersten internationalen Erfolg. 2003 gewann er die Gesamtwertung der Tour de Normandie, den Halbklassiker Tro Bro Leon und zwei Etappen Tour de l’Avenir. Zweimal, 2003 und 2005, gewann er die nationale Meisterschaft im Steherrennen.
Anschließend fuhr er für Ag2r, wo er bis 2007 unter Vertrag war. In dieser Zeit gelang ihm mit einem Etappensieg beim Critérium du Dauphiné sein erster Sieg in einem Rennen der UCI ProTour. Außerdem wiederholte er 2004 seinen Sieg bei Tro Bro Leon, wurde 2005 französischer Straßenmeister und gewann 2006 die Route Adélie.
Nachdem Dumoulin 2008 zu Cofidis wechselte, wurde er aus einer vierköpfigen Ausreißergruppe heraus Sieger der 3. Etappe der Tour de France 2008, was seinen größten Erfolg seiner Karriereerfolg darstellt. Bei Cofidis gewann er zahlreicher weitere Rennen, darunter insgesamt drei Etappen der Katalonien-Rundfahrt 2010 und 2011 und die Gesamtwertungen der Etappenrennen Étoile de Bessèges und Paris–Corrèze.
Danach kehrte Dumoulin 2013 zu Ag2r La Mondiale zurück, für die er bis 2017 sechs internationale Eintagesrennen und zwei Etappen internationaler Rennen gewann.
Nach Ablauf der Saison 2019 beendete Dumoulin seine Karriere als Aktiver im Alter von 39 Jahren und wurde Sportlicher Leiter bei Vital Concept-B&B Hotels.

## Erfolge
2002
- eine Etappe Tour de l’Avenir

2003
- Gesamtwertung Tour de Normandie
- Tro Bro Leon
- zwei Etappen Tour de l’Avenir

2004
- Tro Bro Leon

2005
- eine Etappe Dauphiné Libéré

2006
- Route Adélie

2008
- eine Etappe Circuit Cycliste Sarthe
- eine Etappe Tour de France
- zwei Etappen Tour du Poitou-Charentes

2009
- eine Etappe Tour du Limousin

2010
- eine Etappe La Tropicale Amissa Bongo
- Gesamtwertung und eine Etappe Étoile de Bessèges
- Gran Premio dell’Insubria-Lugano
- eine Etappe Katalonien-Rundfahrt
- eine Etappe Circuit Cycliste Sarthe

2011
- eine Etappe Étoile de Bessèges
- eine Etappe Tour du Haut Var
- zwei Etappen Volta Ciclista a Catalunya
- Gesamtwertung und eine Etappe Paris–Corrèze

2012
- Grand Prix Cycliste la Marseillaise

2013
- eine Etappe Étoile de Bessèges
- Grand Prix de Plumelec-Morbihan

2015
- La Drôme Classic

2016
- La Roue Tourangelle
- Grand Prix de Plumelec-Morbihan
- Boucles de l’Aulne
- Tour du Doubs

2017
- eine Etappe Tour du Haut-Var

## Grand Tours-Platzierungen
| Grand Tour            | 2003 | 2004 | 2005 | 2006 | 2007 | 2008 | 2009 | 2010 | 2011 | 2012 | 2013 | 2014 | 2015 | 2016 | 2017 | 2018 | 2019 |
| --------------------- | ---- | ---- | ---- | ---- | ---- | ---- | ---- | ---- | ---- | ---- | ---- | ---- | ---- | ---- | ---- | ---- | ---- |
| Giro d’ItaliaGiro     | –    | –    | –    | –    | –    | –    | –    | –    | –    | –    | –    | –    | –    | –    | –    | –    | –    |
| Tour de FranceTour    | 141  | DNF  | 114  | 120  | –    | 112  | 139  | DNF  | 162  | 107  | 143  | 90   | –    | 130  | –    | –    | –    |
| Vuelta a EspañaVuelta | –    | –    | –    | –    | –    | –    | –    | 124  | –    | –    | –    | –    | –    | –    | –    | –    | –    |